# 竇臮
竇臮（？—？），字靈長，扶風（今陝西麟游以西）人，唐代書法家、書學家。
竇蒙之弟。活動於唐朝天寶年間。歷官檢校戶部員外郎、宋汴節度參謀。善書法，師承張芝、王羲之。竇蒙曰：“吾弟靈長翰墨師張、王，草隸精深。”南宋陳思《書小史》稱其“詞藻雄贍，草隸精絕”。竇臮精於書法理論，著有《述書賦》，綜論歷代書家，起自上古，終於竇蒙及劉秦之妹，凡十三代，一百九十八人（上卷注列二○七人），是重要的書法理論書籍。